# Liste der Stolpersteine in Lennestadt
Die Liste der Stolpersteine in Lennestadt enthält Stolpersteine, die im Rahmen des gleichnamigen Kunst-Projekts von Gunter Demnig in Lennestadt verlegt wurden. Mit ihnen soll an Opfer des Nationalsozialismus erinnert werden, die in Lennestadt lebten und wirkten.

## Liste der Stolpersteine
| Nr. | Person          | Adresse                 | Inschrift | Bild | weitere Informationen |
| --- | --------------- | ----------------------- | --- | ---- | --- |
| 1   | Aron Neuhaus    | Hundemstraße 31 ⊙       | Hier wohnte Aaron Neuhaus geb. 1877 deportiert 1942 Theresienstadt ermordet 29.6.1943                                |      | Aron Neuhaus wurde am 5. Januar 1877 in Altenhundem geboren und war wohnhaft in Altenhundem und Kirchhundem. Er wurde von Dortmund am 29. Juli 1942 in das Ghetto Theresienstadt deportiert, wo er am 29. Juni 1943 ermordet wurde.                                                                            |
| 2   | Dora Neuhaus    | Hundemstraße 31 ⊙       | Hier wohnte Dora Neuhaus geb. 1912 deportiert 1942 ermordet in Theresienstadt                                        |      | |
| 3   | Else Neuhaus    | Hundemstraße 31 ⊙       | Hier wohnte Else Neuhaus geb. 1911 deportiert 1942 ermordet in Theresienstadt                                        |      | |
| 4   | Emilie Neheimer | Bielefelder Straße 35 ⊙ | Hier wohnte Emilie Neheimer Jg. 1869 Flucht 1939 Belgien verhaftet 5.10.1942 deportiert 1942 Richtung Osten ermordet |      | Emilie Neheimer wurde am 2. Oktober 1869 in Elspe geboren. Sie emigrierte nach Belgien und wurde am 10. Oktober 1942 von Mechelen (Malines) in das Vernichtungslager Auschwitz deportiert. |
| 5   | Emma Neheimer   | Bielefelder Straße 35 ⊙ | Hier wohnte Emma Neheimer Jg. 1865 Flucht 1939 Belgien verhaftet 5.10.1942 deportiert 1942 Richtung Osten ermordet   |      | Emma Neheimer wurde am 20. Oktober 1865 in Elspe geboren. Sie emigrierte nach Belgien und wurde am 10. Oktober 1942 von Mechelen (Malines) in das Vernichtungslager Auschwitz deportiert. |
| 6   | Franz Peters    | In der Schnettmecke ⊙   | Hier wohnte Franz Peters Jg. 1918 eingewiesen 1937 'Heilanstalt' Hadamar ermordet 1941                               |      | Franz Peters aus Bilstein wurde aufgrund einer Epilepsieerkrankung im Jahr 1937 zunächst in eine Heilanstalt eingewiesen. Von dort gelangte er am 17. Juli 1943 ebenfalls in die Tötungsanstalt-Hadamar, wo er vermutlich am gleichen Tag ermordet wurde. Sein Tod wurde mit einer Lungenentzündung begründet. |
| 7   | Frieda Neheimer | Bielefelder Straße 35 ⊙ | Hier wohnte Frieda Neheimer Jg. 1873 Flucht 1939 Belgien verhaftet 5.10.1942 deportiert 1942 Richtung Osten ermordet |      | |
| 8   | Günter Tigges   | Twiene 3 ⊙              | Hier wohnte Günter Tigges Jg. 1933 Eingewiesen 1941 'Heilanstalt' Niedermarsberg Ermordet 1941                       |      | |
| 9   | Johanna Neuhaus | Hundemstraße 31 ⊙       | Hier wohnte Johanna Neuhaus geb. 1877 deportiert 1942 Theresienstadt ermordet 17.8.1943                              |      | Johanna Neuhaus wurde am 18. Mai 1877 in Wunderthausen geboren. Sie wurde von Dortmund am 29. Juli 1942 in das Ghetto Theresienstadt deportiert wo sie am 17. August 1943 ermordet wurde. |
| 10  | Mathilde Köhler | Altenvalbert ⊙          | Hier wohnte Mathilde Köhler Jg. 1920 eingewiesen 1938 'Heilanstalt' Hadamar ermordet 1943                            |      | Mathilde Köhler wuchs als Schülerin zunächst in Altenvalbert auf, ehe sie psychisch erkrankte und Aufenthalte in einer Heilanstalt nötig wurden. Schließlich wurde sie in die NS-Tötungsanstalt Hadamar verlegt und dort 1943 getötet; als Todesursache wurde Darmerkrankung angegeben.                        |
| 11  | Rika Neheimer   | Bielefelder Straße 35 ⊙ | Hier wohnte Rika Neheimer Jg. 1879 Flucht 1939 Belgien verhaftet 5.10.1942 deportiert 1942 Richtung Osten ermordet   |      | |
| 12  | Rosa Neheimer   | Bielefelder Straße 35 ⊙ | Hier wohnte Rosa Neheimer Jg. 1875 Flucht 1939 Belgien verhaftet 5.10.1942 deportiert 1942 Richtung Osten ermordet   |      | Rosa Neheimer wurde am 15. September 1875 in Elspe geboren. Sie emigrierte nach Belgien und wurde am 10. Oktober 1942 von Mechelen (Malines) in das Vernichtungslager Auschwitz deportiert. |
| 13  | Arthur Winter   | Hundemstraße 32 ⊙       | Hier wohnte Arthur Winter Jg. 1888 Deportiert 1943 Ermordet in Auschwitz                                             |      | Arthur Winter wurde am 28. November 1888 in Köln geboren und war wohnhaft in Erndtebrück und Siegen Er wurde 1943 in das Vernichtungslager Auschwitz deportiert. |
| 14  | Luise Winter    | Hundemstraße 32 ⊙       | Hier wohnte Luise Winter Jg. 1899 geb. Moses Deportiert 1943 Ermordet in Auschwitz                                   |      | Luise Elke Moses wurde am 20. Mai 1899 in Wetzlar geboren und war wohnhaft in Erndtebrück und Siegen. Sie wurde 1943 in das Vernichtungslager Auschwitz deportiert und am 27. März 1943 dort ermordet. |
| 15  | Kurt Winter     | Hundemstraße 32 ⊙       | Hier wohnte Kurt Winter Jg. 1921 Deportiert 1943 Ermordet in Auschwitz                                               |      | Kurt Winter wurde am 14. August 1921 in Erndtebrück geboren und war wohnhaft in Erndtebrück, Ahlem und Siegen. Er wurde 1943 in das Vernichtungslager Auschwitz deportiert und dort am 28. Februar 1943 ermordet.                                                                                              |
| 16  | Ruth Winter     | Hundemstraße 32 ⊙       | Hier wohnte Ruth Winter Jg. 1928 Deportiert 1943 Ermordet in Auschwitz                                               |      | Ruth Winter wurde am 9. August 1928 in Erndtebrück geboren und war wohnhaft in Erndtebrück und Siegen. Sie wurde 1943 in das Vernichtungslager Auschwitz deportiert. |